# Sundance (Wyoming)
Sundance ist ein Ort in Crook County im US-Bundesstaat Wyoming. Das U.S. Census Bureau hat bei der Volkszählung 2020 eine Einwohnerzahl von 1.032 ermittelt.

## Geographie
Sundance bedeckt eine Fläche von 5,2 km² (2,0 mi²) und liegt südlich der Bear Lodge Mountains.

## Demographie
Laut der Volkszählung 2010 verteilten sich die damaligen 1182 Einwohner auf 532 Haushalte. Die Bevölkerungsdichte lag bei 227,30 Einw./km². 97,8 % der Bevölkerung bezeichneten sich als Weiße, 0,2 % als Afroamerikaner und 0,8 % als Indianer. 0,4 % gaben die Angehörigkeit zu einer anderen Ethnie und 0,8 % zu mehreren Ethnien an. 1,2 % der Bevölkerung bestand aus Hispanics oder Latinos.
Im Jahr 2010 lebten in 25 % aller Haushalte Kinder unter 18 Jahren sowie 35,2 % aller Haushalte Personen mit mindestens 65 Jahren. 61,3 % der Haushalte waren Familienhaushalte (bestehend aus verheirateten Paaren mit oder ohne Nachkommen bzw. einem Elternteil mit Nachkomme). Die durchschnittliche Größe eines Haushalts lag bei 2,16 Personen und die durchschnittliche Familiengröße bei 2,76 Personen.
21 % der Bevölkerung waren jünger als 20 Jahre, 18,9 % waren 20 bis 39 Jahre alt, 28,9 % waren 40 bis 59 Jahre alt und 31,2 % waren mindestens 60 Jahre alt. Das mittlere Alter betrug 47,5 Jahre. 49,1 % der Bevölkerung waren männlich und 50,9 % weiblich.
Das durchschnittliche Jahreseinkommen lag bei 46.406 $, dabei lebten 11,9 % der Bevölkerung unter der Armutsgrenze.

## Sundance Kid
Der Gesetzlose Harry Alonzo Longabaugh (* 1867) beging in Sundance einen Pferdediebstahl, wurde infolgedessen das einzige Mal in seiner Laufbahn inhaftiert (1887) und erhielt während seiner Haftzeit den Spitznamen Sundance Kid.